# أليكسي بولياكوف
أليكسي بولياكوف (بالروسية: Поляков, Алексей Александрович) مواليد 16 ديسمبر 1985 في تولياتي، هو لاعب كرة يد روسي. مثل منتخب روسيا لكرة اليد.

## سجل المنافسة
شارك في البطولات التالية:
- بطولة أوروبا لكرة اليد للرجال 2014